# 356. strelska divizija (ZSSR)
356. strelska divizija (izvirno rusko 356. стрелковая дивизия; kratica 356. SD) je bila strelska divizija Rdeče armade v času druge svetovne vojne.

## Zgodovina
Divizija je bila ustanovljena novembra 1941 v Kujbiševu.